# Marcià (usurpador)
Marcià, en llatí Flavius Marcianus, va ser un usurpador de l'Imperi Romà d'Orient, membre de la Dinastia tràcia, que es va rebel·lar contra l'emperador Zenó (474 -491).
Marcià era fill de l'emperador romà d'Occident Procopi Antemi i de Màrcia Eufèmia, i gendre de l'emperador d'Orient Lleó I el Traci i de la seva esposa, l'emperadriu Èlia Verina, ja que es va casar l'any 471 amb Leòncia, la seva filla, i germana d'Èlia Ariadna, al seu torn esposa de l'emperador Zenó. Això va facilitar les bones relacions entre les corts d'Occident i Orient. Després de l'ascens al poder d'Antemi, Marcià va ser nomenat cònsol el 469, juntament amb el mateix emperador Zenó, i una altra vegada cònsol el 472 amb Rufius Postumius Festus.
La revolta de Marcià està relacionada a la lluita pel poder entre Verina i Zenó, que havia succeït al seu sogre quan va morir. Zenó era d'origen isàuric i, per tant, considerat "bàrbar" per la població de Constantinoble. Ja s'havia hagut d'enfrontar a un altre pretendent al tron imperial, Basilisc que havia aconseguit treure'l del poder durant vint mesos. Igual que Basilisc, Marcià també va reclamar el tron, al·legant la seva descendència imperial i no bàrbara, i pel seu matrimoni amb Leòncia, que era porfirogènita, ja que va néixer mentre Lleó I era emperador i no abans del seu ascens al tron, com era el cas d'Èlia Ariadna, l'esposa de Zenó.
L'any 479, Marcià es va revoltar a Constantinoble. Va reunir tropes formades per estrangers i ciutadans, amb el suport dels seus germans Procopi Antemi i Ròmul. Els tres germans van unir les seves forces prop de la casa de Cesari, al sud del Fòrum de Teodosi, i des d'allí van atacar alhora el Palau imperial i la casa del general Il·los, compatriota i fidel amic de Zenó. Les tropes van vèncer amb facilitat als soldats imperials, als que els ciutadans llençaven objectes i projectils des de dalt dels terrats. L'emperador va ser gairebé capturat, però va aconseguir refugiar-se al Palau.
La situació va canviar durant la nit. Il·los va aconseguir portar a la ciutat un contingent isàuric que tenia el campament a Calcedònia, mentre que amb diners va corrompre alguns soldats de Marcià, que van permetre la fugida de Zenó. L'endemà al matí, Marcià, adonant-se de la traïció dels seus homes, va fugir i es va refugiar a l'església dels Sants Apòstols, però va ser arrestat junt amb els seus germans. El cap terving Teodoric Estrabó, que s'havia compromès a donar suport a Marcià, no va arribar a temps a la ciutat abans que acabés la rebel·lió.
Enviat a Cesarea de Capadòcia, Marcià va organitzar una fugida ajudat per uns monjos, però mentre els seus germans van aconseguir escapar, Marcià va ser capturat i es va veure obligat a prendre vots religiosos a Tars a Cilícia, o potser va ser empresonat a Isàuria, al peu de la fortalesa de Papurius. Va aconseguir escapar i es va posar al capdavant d'una altra revolta, però després d'atacar Ancira va ser derrotat i capturat de nou per Trocundes, el germà d'Il·los.
El 484, Il·los va organitzar una revolta contra Zenó. Com que no volia mostrar-se com l'instigador, va alliberar Marcià i el va proclamar emperador. Després d'alliberar Verina, va decidir deposar Marcià i proclamar emperador a Lleonci I al seu lloc. Marcià va anar a Itàlia per demanar ajuda a Odoacre.